# Неополь
Неополь, Неаполь — река в России, протекает по Омутнинскому и Афанасьевскому районам Кировской области. Устье реки находится в 1601 км от устья Камы по левому берегу. Длина реки составляет 67 км, площадь водосборного бассейна — 272 км². В 31 км от устья принимает слева реку Северный Неополь.
Исток реки на Верхнекамской возвышенности в лесах в 12 км северо-восточнее села Залазна. Исток лежит на водоразделе верхней Камы и Вятки, рядом берут начало притоки реки Залазны. Верхнее течение находится в Омутнинском районе, среднее и нижнее — в Афанасьевском. Река течёт на северо-восток, в среднем течении на берегах нежилые деревни Половинка и Игнатьевская. Кроме Северного Неополя крупных притоков не имеет. Впадает в Каму в 8 км к северо-западу от посёлка Афанасьево.

## Данные водного реестра
По данным государственного водного реестра России относится к Камскому бассейновому округу, водохозяйственный участок реки — Кама от истока до водомерного поста у села Бондюг, речной подбассейн реки — бассейны притоков Камы до впадения Белой. Речной бассейн реки — Кама.
Код объекта в государственном водном реестре — 10010100112111100000306.